# Niki (1906)
Niki – grecki niszczyciel służący w Greckiej Marynarce Wojennej w latach 1907–1945.
Niszczyciel był jednym z czterech okrętów typu Niki zamówionych w Niemczech w 1905 roku i zbudowanych w szczecińskiej stoczni AG Vulcan Stettin.
Podczas I wojny światowej okręt – tak jak i cała flota grecka – przeszedł w posiadanie sił ententy. W 1916 jednostka została wcielona do francuskiej marynarki wojennej. Wraz z przyłączeniem się Grecji do wojny po stronie aliantów, okręt został zwrócony Grekom. Służył do końca konfliktu, wykonując zadania patrolowe na Morzu Egejskim.
W czasie wojny grecko-tureckiej okręt brał udział w ochronie konwojów a także transportowaniu uchodźców greckich z rejonu Pontu. Po utracie Izmiru przez Greków, 4 września 1922 roku okręt wraz z kilkoma innymi okrętami wypłynął z izmirskiego portu. Podczas wycofywania się od kuli snajpera zginął dowódca niszczyciela, komandor podporucznik D. Hatziskos.
Po wojnie okręt przeszedł modernizację (1925–1927), po której okręt został wyposażony w nowoczesne uzbrojenie. Podczas II wojny światowej okręt zaopatrywał w zapasy greckie wyspy na Morzu Jońskim, a od 1942 roku służył jako eskorta alianckich konwojów. Po zakończeniu wojny okręt został sprzedany stoczni złomowej.